# Mistrzostwa Europy w Lekkoatletyce 1934 – chód na 50 km mężczyzn
Chód na 50 kilometrów mężczyzn był jedną z konkurencji rozgrywanych podczas I Mistrzostw Europy w Turynie. Został rozegrany 8 września 1934 roku. Zwycięzcą tej konkurencji został łotewski zawodnik Jānis Daliņš. W rywalizacji wzięło udział ośmiu zawodników z sześciu reprezentacji.

## Finał
| Place | Athlete              | Time      |
| ----- | -------------------- | --------- |
| 1     | Jānis Daliņš         | 4:49:52,6 |
| 2     | Arthur Schwab        | 4:53:08,6 |
| 3     | Ettore Rivolta       | 4:54:05,4 |
| 4     | Mario Brignoli       | 5:01:52,8 |
| 5     | Étienne Laisné       | 5:08:40,6 |
| 6     | Hjalmar Ruotsalainen | 5:40:12,8 |
| -     | Fritz Bleiweiß       | DNF       |
| -     | William Schmitt      | DNF       |